# Secretaría General de Salud Digital, Información e Innovación del Sistema Nacional de Salud
La Secretaría General de Salud Digital, Información e Innovación del Sistema Nacional de Salud de España es el órgano directivo del Ministerio de Sanidad, adscrito a la Secretaría de Estado de Sanidad, al que corresponde abordar los proyectos de modernización, innovación, mejora y transformación del Sistema Nacional de Salud (SNS) relacionados con la salud digital y los sistemas de información para el sistema sanitario, la realización de actividades tendentes a la traslación de la innovación y avances de la investigación al Sistema Nacional de Salud, sin perjuicio de las competencias atribuidas a otros departamentos ministeriales y a las comunidades autónomas.
Le corresponde, igualmente, la elaboración de los sistemas de información, la gestión de la información clínica y administrativa relacionada con las competencias del departamento así como la identificación de la población protegida y el acceso a la información clínica y terapéutica del Sistema Nacional de Salud, el control, normalización y catalogación de la información sanitaria, y el aseguramiento de la interoperabilidad y accesibilidad, de acuerdo con la normativa de la Unión Europea sobre datos de salud, así como ostentar la representación del Ministerio de Sanidad en los organismos nacionales e internacionales competentes en materia de salud digital, sin perjuicio de las competencias de otras unidades del Departamento.

## Historia
La Secretaría General de Salud Digital, Información e Innovación del Sistema Nacional de Salud nace de la asunción por parte de este órgano directivo de las funciones de la Dirección General de Salud Pública, Calidad e Innovación de la Secretaría General de Sanidad relativas a la calidad, innovación e información sanitaria del Sistema Nacional de Salud, todo ello a raíz de la pandemia de COVID-19 que puso de manifiesto la necesidad de mejora de la respuesta sanitaria y epidemiológica.
Igualmente, en noviembre de ese año se le añadieron competencias de gestión sobre la secretaría técnica del Consejo Interterritorial del Sistema Nacional de Salud que antes poseía la Dirección General de Ordenación Profesional con el objetivo de conseguir «una mayor eficacia del funcionamiento del sistema, dada la relevancia que adquieren de cara al futuro las actuaciones de refuerzo y ampliación de capacidades del Sistema Nacional de Salud a la luz del Plan de Recuperación para Europa, y la importancia que en ese proceso tienen los sistemas de información y la transformación digital del sistema sanitario».
Posteriormente, en octubre de 2021, dejó de depender directamente del ministro y fue adscrita a la Secretaría de Estado de Sanidad.

## Estructura
La Secretaría General posee los siguientes órganos directivos:
- La Dirección General de Salud Digital y Sistemas de Información para el Sistema Nacional de Salud.
- El Gabinete Técnico que, además de prestar apoyo y asistencia inmediata al titular de la Secretaría General, se encarga de facilitar el desarrollo e implementación de líneas estratégicas sobre investigación e innovación en el sector sanitario, en colaboración con otros organismos e instituciones implicadas, y en particular con el Instituto de Salud Carlos III.
- La Subdirección General de Información Sanitaria, a la que le corresponde realizar las actuaciones necesarias para el desarrollo y mantenimiento del Sistema de Información Sanitaria del Sistema Nacional de Salud, así como aquellas necesarias para la gobernanza y gestión del dato sanitario. Asimismo, coordina las estadísticas sanitarias del Departamento,

### Órganos adscritos
- La Comisión Ministerial de Estadística.

## Titulares
- Alfredo González Gómez (6 de agosto de 2020-1 de septiembre de 2021)[7]
- Juan Fernando Muñoz Montalvo (1 de septiembre de 2021-presente)[8]